# Uppsa kulle

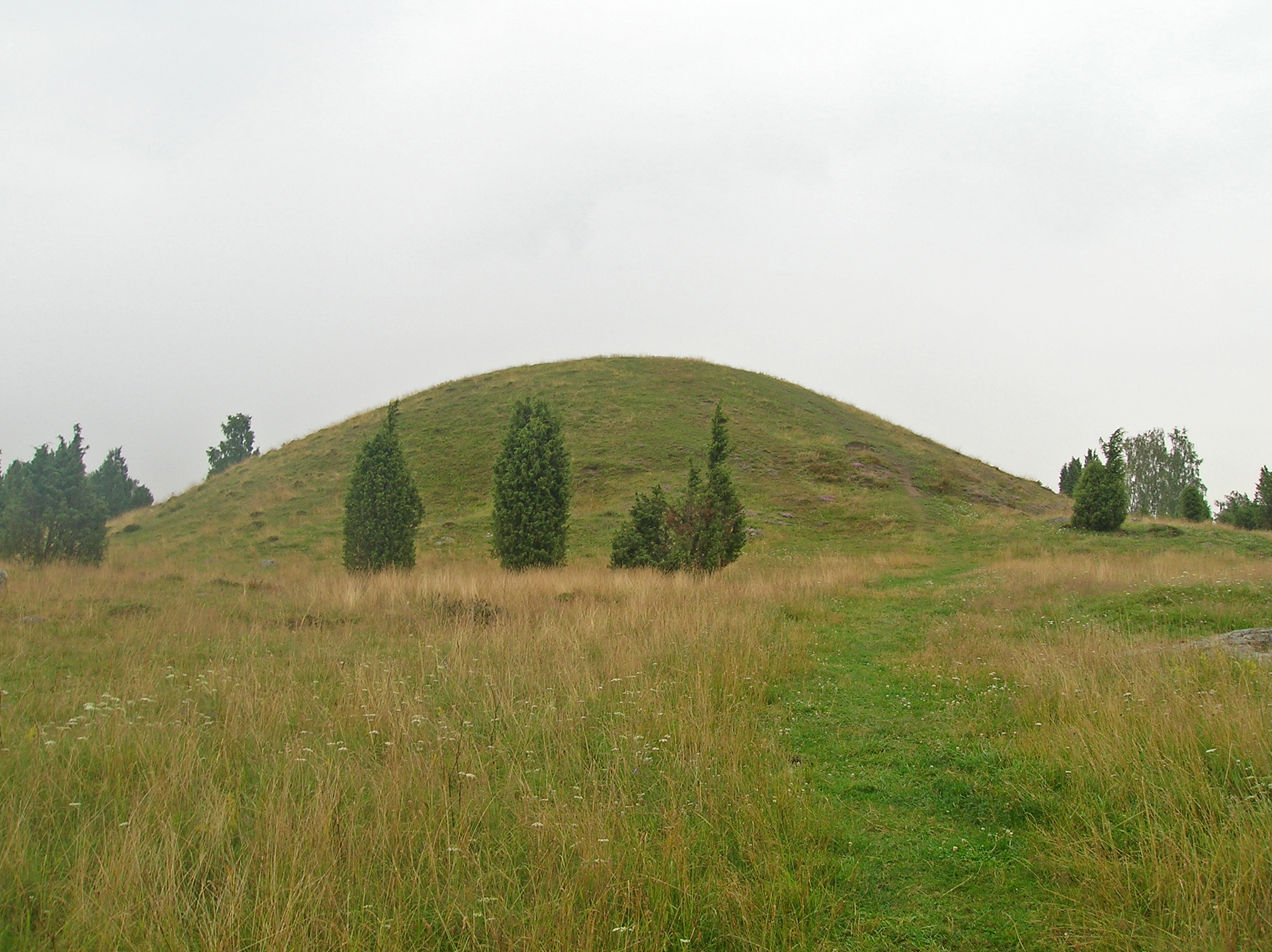
Uppsa kulle från väster

Uppsa kulle ligger i Runtuna socken i Nyköpings kommun och är Södermanlands största kungshög med en diameter på 55 meter och en höjd på nio meter.
På toppen av den största högen har enligt äldre skrifter, bland annat från år 1683, varit rest en stor stenhäll.
Högen antas vara från järnåldern, och är enligt tradition grav för Östen Adilsson, stupad ca år 550 på Bråviken och höglagd vid "Lofundi" möjligen Lövsund (fornminnesregistrets uppgift). Andra sägner har knutit sagokungen Ingjald Illråde till graven, han ska ha stupat vid Runnviken. Uppsa kulle har aldrig undersökts närmare arkeologiskt. Men båda dessa traditioner är osäkra.
Uppsa kulle mått på 55 meter i diameter och nära 10 meters höjd har krävt omkring 9000 kubikmeter jord, grus och sten som fyllning och kanske 10 000 dagsverken med träspadar.
Högens datering är osäker men den troligaste är yngre järnålder. Området vid Runnviken var ett tätt befolkat område i Sörmland under denna tid. Platsen kunde nås från havet genom Svärtaån.

## Uppsa kulles gravfält
Gravfältet är 150x25-50 meter stor i nord-syd och består av 6 fornlämningar. Dessa utgörs av 3 högar och 3 runda stensättningar. Högarna är mycket olika stor 8-55 meter diameter. Den största högen är 55 meter diameter och 9,5 meter hög. I sydsydvästra kanten av högen en häll, 1,5 meter stor och 0,2 meter hög. I mitten grop på högen en 6,5 meter stor grop med 1,5 meter djup. I övre  västra sluttningen är två gropar, 3-6 meter diameter och 0,3-0,5 meter djupa. I nedre västsydvästra-sydsydvästra sluttningen är sex gropar, 3-5 meter diameter och 0,2-0,8 meter djupa. I övrigt är högen något yt- och kantskadad.
I gravfältets sydsydvästra spets är en långhög, 38x23 meter lång i nord-syd  och 2,5 meter hög. I ytan på långhögen enstaka stenar, 0,2-0,7 meter stora. I sydsydvästra delen av högen  en kantställd sten, 0,2 meter hög, 0,4 meter bred och 0,15 meter tjock. I ytan på långhögen tio gropar, 2-4 meter diameter och 0,3-0,5 meter djupa, möjligen uppkomna vid materialtäkt för en källare som är inbyggd i östra kanten. Den minsta högen, i sydöst 8-9 meter i diameter och 0,6 meter hög. I östsydöstra kanten av denna hög och i norra delen är två block 1-2 meter stora. Från mitten till östra kanten är en källargrop (?), 7x2-4 meter och 0,6 meter djup. I södra kanten en grop, 3 meter diameter och 0,4 meter djup.
De tre runda stensättningarna är belägna vid foten av den största högen. Stensättningarna är 5-10 meter diameter och 0,3-0,35 meter höga. De är övertorvade, men den största i söder har i ytan talrika stenar, 0,3-0,7 meter stora, samt ett 1,2 meter stort block, de båda mindre med i ytan respektive kanten var sin sten, 0,5 meter stor, den ena dessutom ett block eller häll, 3x2 meter stor och 0,5 meter hög. Den största stensättningen är stenfylld.